# Sporophila leucoptera
El semillero ventriblanco (Sporophila leucoptera), también denominado corbatita blanco (en Argentina y Paraguay), corbatita alas blancas (en Argentina), espiguero corbatita de alas blancas o espiguero de vientre blanco (en Perú), o corbatita de pico grueso es una especie de ave paseriforme de la familia Thraupidae perteneciente al numeroso género Sporophila. Es nativo de América del Sur. 

## Descripción
Mide aproximadamente 13cm. El macho tiene la garganta, el pecho el abdomen y debajo de la cola blancos, la cabeza, las alas el dorso y la cola son grices azuladas. La hembra es de un color marrón claro por todo el cuerpo en la parte del pecho y del abdomen son más claros que el resto del cuerpo.

## Distribución geográfica y hábitat
Se distribuye en áreas disjuntas: la mayor, desde el noreste de Brasil, por el centro, este y sureste, este de Bolivia, este de Paraguay hasta el noreste de Argentina; en Surinam; en el norte de Brasil; y en el extremo sureste de Perú y centro norte de Bolivia.
Esta especie es considerada poco común y local en sus hábitats naturales: los pastizales con matorrales escasos en terrenos pantanosos o cerca de agua hasta los 800 m de altitud.

## Alimentación
Se alimenta especialmente de semillas que las busca en los arbustos y en los árboles.

## Sistemática

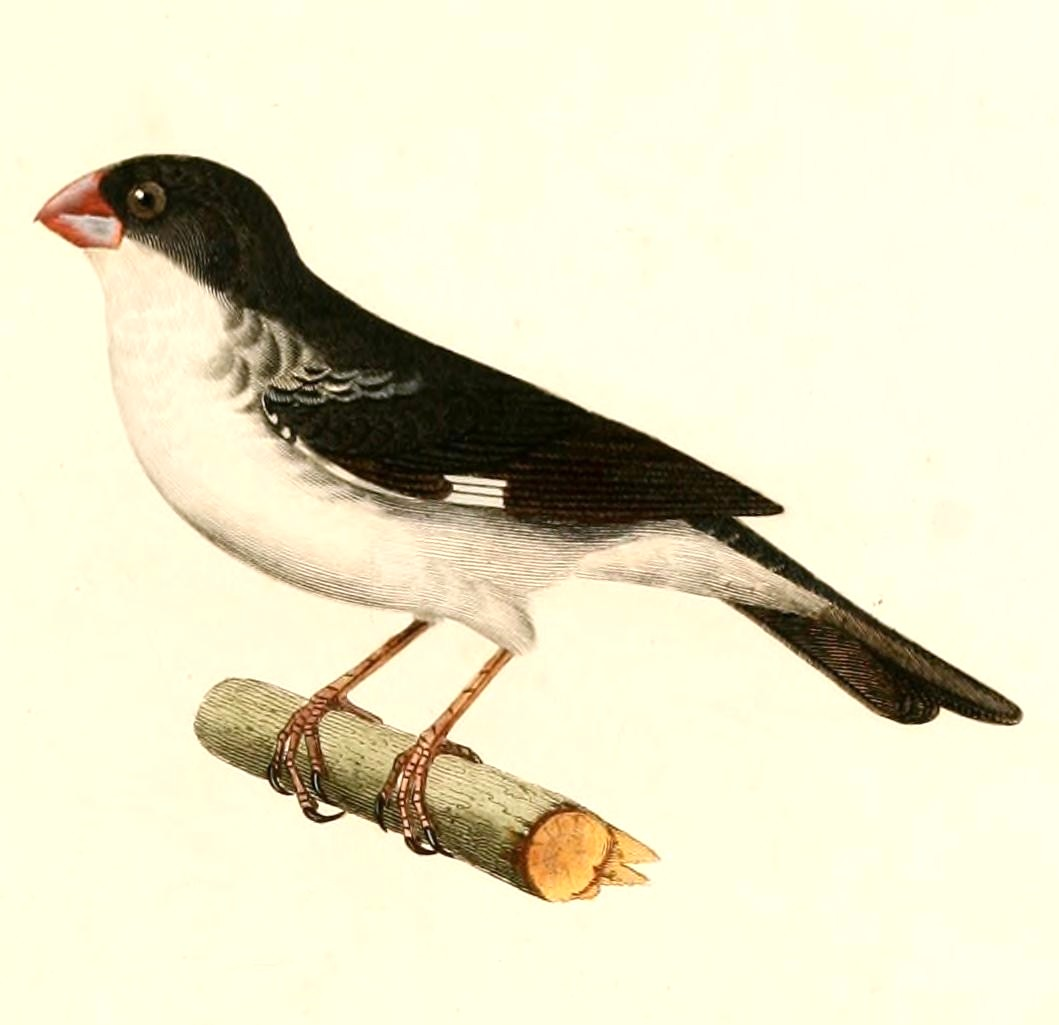
Pyrrhula bicolor = Sporophila leucoptera bicolor, ilustración en d'Orbigny Voyage dans l'Amérique méridionale, 1847.

### Descripción original
La especie S. leucoptera fue descrita por primera vez por el naturalista francés Louis Pierre Vieillot en 1817 bajo el nombre científico Coccothraustes leucoptera; la localidad tipo es: «Paraguay».

### Etimología
El nombre genérico femenino Sporophila es una combinación de las palabras del griego «sporos»: semilla, y  «philos»: amante; y el nombre de la especie «leucoptera» se compone de las palabras del griego «leukos»: blanco, y «pteron»: ala.

### Taxonomía
Los datos presentados por los amplios estudios filogenéticos recientes demostraron que la presente especie es próxima de un clado integrado por Sporophila peruviana y el par formado por S. simplex y S. telasco.
La subespecie boliviana bicolor es bastante diferente en la apariencia de las otras y puede merecer tratamiento como especie separada.

### Subespecies
Según las clasificaciones del Congreso Ornitológico Internacional (IOC) y Clements Checklist/eBird v.2019 se reconocen cuatro subespecies, con su correspondiente distribución geográfica:
- Grupo monotípico bicolor:
  - Sporophila leucoptera bicolor (d’Orbigny & Lafresnaye, 1837) - extremo sureste de Perú (Puno) y norte y este de Bolivia (La Paz, Beni y oeste y este de Santa Cruz).

- Grupo politípico leucoptera:
  - Sporophila leucoptera mexianae Hellmayr, 1912 - sur de Surinam (Sipaliwini) y sur de Amapá y noreste de Pará (isla Mexiana en el Archipiélago de Marajó), en el delta del río Amazonas, en Brasil.
  - Sporophila leucoptera leucoptera (Vieillot, 1817) - centro y sur de Brasil (Goiás, Minas Gerais y Mato Grosso hacia el sur), Paraguay, hasta el noreste de Argentina (Formosa, Chaco y Santa Fe).
  - Sporophila leucoptera cinereola (Temminck, 1820) - este de Brasil (centro de Maranhão al este hasta Paraíba, al sur hasta Río de Janeiro).